# Scythia festuceti
Scythia festuceti är en insektsart som först beskrevs av Šulc 1941.  Scythia festuceti ingår i släktet Scythia och familjen skålsköldlöss. Inga underarter finns listade i Catalogue of Life.